# Jelena Brooks
Jelena Brooks, z domu Milovanović (serb. Јелена Брукс, Миловановић; ur. 28 kwietnia 1989 we Vršacu) – serbska koszykarka, występująca na pozycji silnej skrzydłowej, dwukrotne mistrzyni Europy, brązowa medalistka olimpijska.
Jej matka – Ljubica Milovanović była także koszykarką, natomiast brat Nenad Milovanović jest trenerem. Jej mężem jest Amerykanin – David Brooks, który grał w koszykówkę na poziomie akademickim (NCAA).

## Osiągnięcia
Stan na 18 listopada 2022, na podstawie, o ile nie zaznaczono inaczej.

### Drużynowe
- Mistrzyni:
  - Euroligi (2022)
  - Hiszpanii (2017)
  - Węgier (2008, 2009, 2013, 2018, 2019, 2021, 2022)
- Wicemistrzyni:
  - Euroligi (2011, 2018)
  - Eurocup (2014)
  - Ligi Adriatyckiej (2006)
  - Rosji (2011, 2012)
  - Serbii i Czarnogóry (2005, 2006)
  - Węgier (2010)
- Brązowa medalistka mistrzostw Rosji (2014, 2015)
- 3. miejsce w Eurolidze (2015)
- 4. miejsce w Eurolidze (2009)
- Zdobywczyni:
  - pucharu:
    - Hiszpanii (2017)
    - Rosji (2015)
    - Węgier (2008, 2013, 2019–2021)

  - Superpucharu:
    - Superpuchar Europy FIBA (2010)
    - Hiszpanii (2016)
- Finalistka pucharu:
  - Węgier (2009, 2010, 2018, 2022)
  - Serbii (2007)
  - Serbii i Czarnogóry (2005, 2006)

### Indywidualne
- Serbska koszykarka roku (2017)[5]

### Reprezentacja
Seniorska
- Mistrzyni Europy (2015, 2021)[6][7]
- Brązowa medalistka:
  - olimpijska (2016)[8]
  - mistrzostw Europy (2019)[9]
- Uczestniczka:
  - igrzysk olimpijskich (2016, 2020 – 4. miejsce)[10][11]
  - mistrzostw:
    - świata (2014 – 8. miejsce)[12]
    - Europy (2009 – 13. miejsce, 2013 – 4. miejsce, 2015, 2017 – 11. miejsce, 2019, 2021)[13][14][15]

  - kwalifikacji:
    - do Eurobasketu (2009, 2011, 2013, 2017, 2021)
    - olimpijskich (2020)

Młodzieżowe
- Mistrzyni Europy U–18 (2007)[16]
- Wicemistrzyni Europy:
  - U–18 (2006)[17]
  - U–16 (2004)[18]
- Brązowa medalistka mistrzostw:
  - świata U–19 (2007)[19]
  - Europy U–20 (2008)[20]
- Uczestniczka mistrzostw Europy U–16 (2004, 2005 – 8. miejsce)[21]
- MVP Eurobasketu U–18 (2007)[22]
- Zaliczona do I składu mistrzostw Europy U–18 (2007)[22]
- Liderka punktowa Eurobasketu U–18 (2007 – 19,5)[23]